# Alejandro Miró Quesada Garland
Alejandro Miró Quesada Garland (Lima, 27 de octubre de 1915 - ibídem, 13 de marzo de 2011) fue un periodista, docente y abogado peruano. Fue director general del diario El Comercio de Lima hasta su fallecimiento y dejó como importante legado su prosa periodística.

## Biografía
Alejandro Miró Quesada fue hijo de Luis Miró Quesada de la Guerra y de Elvira Garland Roel.
Realizó sus estudios escolares en el Colegio Sagrados Corazones Recoleta de Lima, el Montclair School, en Essex, y en la École de Passy, París. Cursó estudios superiores de Derecho en la Pontificia Universidad Católica del Perú, la Universidad de La Sorbona, la Universidad Central de Madrid y la Universidad Mayor de San Marcos, de la que se graduó de bachiller y abogado. Posteriormente, estudió Letras en esta última universidad, por la que obtuvo el grado de doctor en Literatura y Arte (1943) y en la que fue profesor de Historia General del Arte (1944-1958).
Se inició en el periodismo escrito del diario El Comercio como corresponsal de los Juegos Olímpicos de Berlín, continuando luego con el seudónimo de Almir.
En 1944 contrajo matrimonio con Adriana Cisneros Ferreyros con quien tuvo tres hijos (Alejandro, María del Pilar y Gabriel).
Junto con Percy Gibson y Manuel Solari Swayne fundan la Asociación de Artistas Aficionados (AAA). Su espíritu aventurero lo llevó a visitar todas las regiones del Perú y volar en una avioneta para tomar fotos de una carrera automovilística.
Durante la dictadura militar de Juan Velasco Alvarado, enfrentó el proceso de confiscación de los diarios y luchó por recuperar este medio de difusión. El 28 de julio de 1980, Fernando Belaúnde Terry durante su discurso de asunción del mando presidencial,  hace entrega de una ley devolviendo inmediatamente los periódicos confiscados por Velasco a sus legítimos propietarios, hecho que incluyó al diario El Comercio.
En la Universidad Nacional Mayor de San Marcos fue catedrático de Historia del Arte. Trabajó en la Universidad de Lima como profesor de Periodismo.
Fue director general del diario El Comercio de Lima y miembro de la Sociedad Interamericana de Prensa (SIP).

## Fallecimiento
Su esposa Adriana Cisneros Ferreyros de Miró Quesada falleció el 23 de diciembre de 2009, a los 93 años. Alejandro Miró Quesada falleció en Lima, el 13 de marzo de 2011 a los 95 años.
Previo a su entierro, se le otorgó el último adiós en el Museo de Arte de Lima el 14 de marzo de 2011, por haber fundado este centro cultural y por haberle dedicado esfuerzo y tiempo a este museo. Tras dicho acto, fue acogido en la sede principal del diario El Comercio para rendirle los honores correspondientes. Fue enterrado en el mausoleo familiar de los Miró Quesada en el Cementerio Presbítero Maestro de Lima.
Con motivo de su fallecimiento, se escribieron numerosos artículos en la prensa nacional.

## Premios y reconocimientos
- Comendador de la Orden de Alfonso X el Sabio, España (1950)
- Insignias de la Orden de las Palmas Académicas, Francia (1952)
- Gran oficial de la Orden del Sol, Perú (1980)
- Comendador de la Orden de Isabel la Católica, España (1992)
- Medalla de la Cámara de Comercio de Lima (2006)
- Medalla de Honor "Toribio Rodríguez de Mendoza" del Tribunal Constitucional (2005)
- Premio IPAE (1989)

En Ancón, Museo de Sitio "Alejandro Miró Quesada Garland" (asignación de la nueva denominación del Museo de Sitio de Ancón),

## Árbol genealógico
|  |                                                      |  |  |  |  |  |  |  |  |  |  |  |  |  |  |  |
|  | 16. Gregorio Gómez Miró                              |  |  |  |  |  |  |  |  |  |  |  |  |  |  |  |
|  |                                                      |  |  |  |  |  |  |  |  |  |  |  |  |  |  |  |
|  |                                                      |  |  |  |  |  |  |  |  |  |  |  |  |  |  |  |
|  | 8. Tomás Gómez Miró y Rubini                         |  |  |  |  |  |  |  |  |  |  |  |  |  |  |  |
|  |                                                      |  |  |  |  |  |  |  |  |  |  |  |  |  |  |  |
|  |                                                      |  |  |  |  |  |  |  |  |  |  |  |  |  |  |  |
|  | 17. Josefa Carolina Rubini Meyner                    |  |  |  |  |  |  |  |  |  |  |  |  |  |  |  |
|  |                                                      |  |  |  |  |  |  |  |  |  |  |  |  |  |  |  |
|  |                                                      |  |  |  |  |  |  |  |  |  |  |  |  |  |  |  |
|  | 4. José Antonio Miró Quesada                         |  |  |  |  |  |  |  |  |  |  |  |  |  |  |  |
|  |                                                      |  |  |  |  |  |  |  |  |  |  |  |  |  |  |  |
|  |                                                      |  |  |  |  |  |  |  |  |  |  |  |  |  |  |  |
|  | 18. Miguel de Quezada y Acosta and                   |  |  |  |  |  |  |  |  |  |  |  |  |  |  |  |
|  |                                                      |  |  |  |  |  |  |  |  |  |  |  |  |  |  |  |
|  |                                                      |  |  |  |  |  |  |  |  |  |  |  |  |  |  |  |
|  | 9. Josefa de Quesada y Velarde                       |  |  |  |  |  |  |  |  |  |  |  |  |  |  |  |
|  |                                                      |  |  |  |  |  |  |  |  |  |  |  |  |  |  |  |
|  |                                                      |  |  |  |  |  |  |  |  |  |  |  |  |  |  |  |
|  | 19. María Catalina Velarde y del Río                 |  |  |  |  |  |  |  |  |  |  |  |  |  |  |  |
|  |                                                      |  |  |  |  |  |  |  |  |  |  |  |  |  |  |  |
|  |                                                      |  |  |  |  |  |  |  |  |  |  |  |  |  |  |  |
|  | 2. Luis Joaquín Miró-Quesada de la Guerra            |  |  |  |  |  |  |  |  |  |  |  |  |  |  |  |
|  |                                                      |  |  |  |  |  |  |  |  |  |  |  |  |  |  |  |
|  |                                                      |  |  |  |  |  |  |  |  |  |  |  |  |  |  |  |
|  | 20. Antonio Rafael De la Guerra Mosquera             |  |  |  |  |  |  |  |  |  |  |  |  |  |  |  |
|  |                                                      |  |  |  |  |  |  |  |  |  |  |  |  |  |  |  |
|  |                                                      |  |  |  |  |  |  |  |  |  |  |  |  |  |  |  |
|  | 10. Antonio de la Guerra Espinoza de los Monteros    |  |  |  |  |  |  |  |  |  |  |  |  |  |  |  |
|  |                                                      |  |  |  |  |  |  |  |  |  |  |  |  |  |  |  |
|  |                                                      |  |  |  |  |  |  |  |  |  |  |  |  |  |  |  |
|  | 21. Bárbara María Espinoza de los Monteros de Zavala |  |  |  |  |  |  |  |  |  |  |  |  |  |  |  |
|  |                                                      |  |  |  |  |  |  |  |  |  |  |  |  |  |  |  |
|  |                                                      |  |  |  |  |  |  |  |  |  |  |  |  |  |  |  |
|  | 5. Matilde de la Guerra Gorostide                    |  |  |  |  |  |  |  |  |  |  |  |  |  |  |  |
|  |                                                      |  |  |  |  |  |  |  |  |  |  |  |  |  |  |  |
|  |                                                      |  |  |  |  |  |  |  |  |  |  |  |  |  |  |  |
|  | 22. José Antonio Gorostidi de Garro                  |  |  |  |  |  |  |  |  |  |  |  |  |  |  |  |
|  |                                                      |  |  |  |  |  |  |  |  |  |  |  |  |  |  |  |
|  |                                                      |  |  |  |  |  |  |  |  |  |  |  |  |  |  |  |
|  | 11. Josefa Gorostidi Seminario                       |  |  |  |  |  |  |  |  |  |  |  |  |  |  |  |
|  |                                                      |  |  |  |  |  |  |  |  |  |  |  |  |  |  |  |
|  |                                                      |  |  |  |  |  |  |  |  |  |  |  |  |  |  |  |
|  | 23. Concepción Seminario Enríquez                    |  |  |  |  |  |  |  |  |  |  |  |  |  |  |  |
|  |                                                      |  |  |  |  |  |  |  |  |  |  |  |  |  |  |  |
|  |                                                      |  |  |  |  |  |  |  |  |  |  |  |  |  |  |  |
|  | 1. Alejandro Miró-Quesada Garland                    |  |  |  |  |  |  |  |  |  |  |  |  |  |  |  |
|  |                                                      |  |  |  |  |  |  |  |  |  |  |  |  |  |  |  |
|  |                                                      |  |  |  |  |  |  |  |  |  |  |  |  |  |  |  |
|  | 24. Richard Garland Clifton                          |  |  |  |  |  |  |  |  |  |  |  |  |  |  |  |
|  |                                                      |  |  |  |  |  |  |  |  |  |  |  |  |  |  |  |
|  |                                                      |  |  |  |  |  |  |  |  |  |  |  |  |  |  |  |
|  | 12. Gerald Garland Myers                             |  |  |  |  |  |  |  |  |  |  |  |  |  |  |  |
|  |                                                      |  |  |  |  |  |  |  |  |  |  |  |  |  |  |  |
|  |                                                      |  |  |  |  |  |  |  |  |  |  |  |  |  |  |  |
|  | 25. Mary Myers Walker                                |  |  |  |  |  |  |  |  |  |  |  |  |  |  |  |
|  |                                                      |  |  |  |  |  |  |  |  |  |  |  |  |  |  |  |
|  |                                                      |  |  |  |  |  |  |  |  |  |  |  |  |  |  |  |
|  | 6. Alejandro Garland von Lotten                      |  |  |  |  |  |  |  |  |  |  |  |  |  |  |  |
|  |                                                      |  |  |  |  |  |  |  |  |  |  |  |  |  |  |  |
|  |                                                      |  |  |  |  |  |  |  |  |  |  |  |  |  |  |  |
|  | 26. Antonio von Lotten Ellerschorst                  |  |  |  |  |  |  |  |  |  |  |  |  |  |  |  |
|  |                                                      |  |  |  |  |  |  |  |  |  |  |  |  |  |  |  |
|  |                                                      |  |  |  |  |  |  |  |  |  |  |  |  |  |  |  |
|  | 13. Enriqueta von Lotten y Sierra                    |  |  |  |  |  |  |  |  |  |  |  |  |  |  |  |
|  |                                                      |  |  |  |  |  |  |  |  |  |  |  |  |  |  |  |
|  |                                                      |  |  |  |  |  |  |  |  |  |  |  |  |  |  |  |
|  | 27. María Teodora del Patrocinio de Sierra y Velarde |  |  |  |  |  |  |  |  |  |  |  |  |  |  |  |
|  |                                                      |  |  |  |  |  |  |  |  |  |  |  |  |  |  |  |
|  |                                                      |  |  |  |  |  |  |  |  |  |  |  |  |  |  |  |
|  | 3. Elvira Mercedes Garland Roel                      |  |  |  |  |  |  |  |  |  |  |  |  |  |  |  |
|  |                                                      |  |  |  |  |  |  |  |  |  |  |  |  |  |  |  |
|  |                                                      |  |  |  |  |  |  |  |  |  |  |  |  |  |  |  |
|  | 28. Diego Roel y Elmes                               |  |  |  |  |  |  |  |  |  |  |  |  |  |  |  |
|  |                                                      |  |  |  |  |  |  |  |  |  |  |  |  |  |  |  |
|  |                                                      |  |  |  |  |  |  |  |  |  |  |  |  |  |  |  |
|  | 14. Pedro Roel Galesio                               |  |  |  |  |  |  |  |  |  |  |  |  |  |  |  |
|  |                                                      |  |  |  |  |  |  |  |  |  |  |  |  |  |  |  |
|  |                                                      |  |  |  |  |  |  |  |  |  |  |  |  |  |  |  |
|  | 29. María Francisca Galesio y Barba Cabrera          |  |  |  |  |  |  |  |  |  |  |  |  |  |  |  |
|  |                                                      |  |  |  |  |  |  |  |  |  |  |  |  |  |  |  |
|  |                                                      |  |  |  |  |  |  |  |  |  |  |  |  |  |  |  |
|  | 7. Eloyde Matilde Roel Mendívil                      |  |  |  |  |  |  |  |  |  |  |  |  |  |  |  |
|  |                                                      |  |  |  |  |  |  |  |  |  |  |  |  |  |  |  |
|  |                                                      |  |  |  |  |  |  |  |  |  |  |  |  |  |  |  |
|  | 30. Rafael Rosendo Mendívil Aguirre                  |  |  |  |  |  |  |  |  |  |  |  |  |  |  |  |
|  |                                                      |  |  |  |  |  |  |  |  |  |  |  |  |  |  |  |
|  |                                                      |  |  |  |  |  |  |  |  |  |  |  |  |  |  |  |
|  | 15. Manuela Mendívil Pértica                         |  |  |  |  |  |  |  |  |  |  |  |  |  |  |  |
|  |                                                      |  |  |  |  |  |  |  |  |  |  |  |  |  |  |  |
|  |                                                      |  |  |  |  |  |  |  |  |  |  |  |  |  |  |  |
|  | 31. Manuela Pértica y Alegre                         |  |  |  |  |  |  |  |  |  |  |  |  |  |  |  |
|  |                                                      |  |  |  |  |  |  |  |  |  |  |  |  |  |  |  |
|  |                                                      |  |  |  |  |  |  |  |  |  |  |  |  |  |  |  |